# Лиутгард Саксонска
Лиутгард Саксонска (на немски: Liutgard von Sachsen; * 845; † 17 или 30 ноември 885) е съпруга на франкския крал Лудвиг III Младши.

## Биография
Произлиза от Лиудолфинги (Отони), саксонски благороднически род. Дъщеря е на Лиудолф († 866), граф и херцог на Саксония и Ода († 913), дъщеря на princeps Билунг от род Билунги.
Омъжва се преди 29 ноември 874 г. за Лудвиг III Младши († 20 януари 882), крал на Източното франкско кралство от Каролингите. Тя помага много на съпруга си.
С Лудвиг III Младши Лиутгард има две деца:
- Лудвиг (877 – 879)
- Хилдегард (879 – 899), монахиня на Кимзе

След смъртта на Лудвиг III тя се омъжва през 882 г. за Бурхард I († 5 или 23 ноември 911, екзекутиран), херцог на Швабия от род Бурхардинги. С него има две деца:
- Бурхард II, херцог на Швабия (* 883 – 884, † 28 април 926) и
- Удалрих от Швабия (* 884 – 885, † 30 септември 885).

Лиутгард Саксонска е погребана в Ашафенбург.